# Sabana Redonda
Sabana Redonda es un distrito del cantón de Poás, en la provincia de Alajuela, de Costa Rica.

## Geografía
Sabana Redonda cuenta con un área de 20,21 km² y una altitud media de 1440 m s. n. m.

## Demografía
Para el año 2022, Sabana Redonda cuenta con una población estimada de 3952 habitantes, y para el último censo efectuado, en 2011, Sabana Redonda contaba con una población de 2343 habitantes.

## Transporte

### Carreteras
Al distrito lo atraviesan las siguientes rutas nacionales de carretera:
- Ruta nacional 120
- Ruta nacional 146